# Stenoterommata uruguai
Stenoterommata uruguai là một loài nhện trong họ Nemesiidae.
Stenoterommata uruguai được miêu tả năm 1995 bởi Goloboff.